# Miletus modestus
Miletus modestus är en fjärilsart som beskrevs av Johannes Karl Max Röber 1926. Miletus modestus ingår i släktet Miletus och familjen juvelvingar. Inga underarter finns listade i Catalogue of Life.